# Margaret Oliphant
Pour les articles homonymes, voir Oliphant.
Margaret Oliphant Wilson Oliphant, née Margaret Oliphant Wilson le 4 avril 1828 à Wallyford près de Musselburgh dans l'East Lothian et morte le 25 juin 1897 à Wimbledon, est une romancière et historienne écossaise. Elle épouse en 1852 son cousin Frank Wilson Oliphant, dont elle a six enfants. 
Toute sa vie, elle fait preuve d'une ténacité devant l'adversité remarquable dans le contexte de l'époque : à la mort de son mari, elle assure par son talent d'écrivaine, la sécurité et l'éducation de ses enfants (elle enverra d'abord ses deux fils à Eton, puis à Oxford). Elle soutient ensuite financièrement et moralement ses deux frères Willie et Frank, et assure l'éducation de trois enfants de ce dernier. Mais ses efforts sont contrecarrés par la maladie et la mort : aucun de ses enfants ne lui survivra et, des enfants de Frank qu'elle a pris en charge, seule Janet vivra plus longtemps qu'elle. 
Dans les années 1880 elle guide les débuts en littérature de la romancière irlandaise Emily Lawless.

## Biographie
Fille de Francis W. Wilson (1788-1858) et de Margaret Oliphant (1789-1854), elle passe son enfance à Lasswade, près de Dalkeith, à Glasgow et Liverpool et s'adonne dès son plus jeune âge aux expérimentations littéraires. En 1849, elle publie son premier roman Passages in the Life of Mrs Margaret Maitland (Épisodes de la vie de Mme Margaret Maitland) où il est question du mouvement de l'église libre d'Écosse dont ses parents sont des sympathisants. Ce premier roman connait un certain succès. Il est suivi en 1851 par Caleb Field et la même année, Margaret rencontre le major William Blackwood à Édimbourg, qui l'invite à participer à la rédaction du Blackwood's Magazine, une revue littéraire célèbre de l'époque. Cette collaboration débutée de façon précoce durera toute sa vie. Le nombre de ses contributions sera considérable puisqu'elle signera dans cette revue plus de cent articles, parmi lesquels une critique du personnage d'Arthur Dimmesdale dans The Scarlet Letter de Nathaniel Hawthorne.

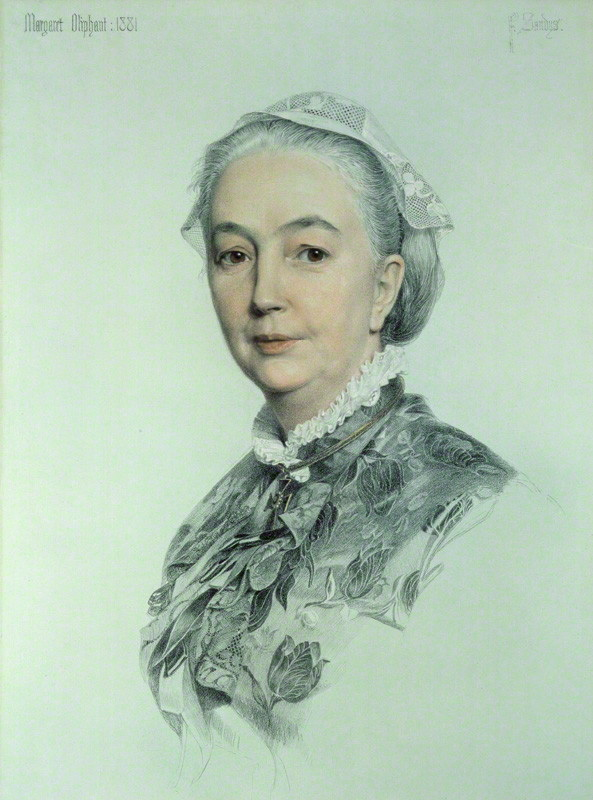
Portrait de Margaret Oliphant en 1881 par Frederick Augustus Sandys (1829-1904). National portrait gallery, Londres.

Le 4 mai 1852, elle épouse à Birkenhead son cousin maternel, Frank Wilson Oliphant (1818-1859) et le couple emménage à Londres, Harrington Square. Frank est peintre de vitraux, mais de santé fragile, il souffre de la tuberculose dont il commence à présenter des signes alarmants. Ils auront en tout six enfants, dont aucun ne survivra à Margaret. Trois d'entre eux étant morts en bas âge, la famille, pour raisons de santé, déménage en janvier 1859 à Florence, puis à Rome, où Frank Oliphant meurt quelques mois plus tard, le 20 octobre, laissant son épouse enceinte et endettée. Le 12 décembre elle met au monde son dernier fils, Francis Romano surnommé Cecco. Presque sans ressources, Margaret retourne en Grande-Bretagne où elle décide d'assurer sa subsistance et celle des trois enfants qui lui restent à charge par ses talents de plume.
Devenue un écrivain à succès, elle travaille avec acharnement pour maintenir sa situation. Cependant sa vie familiale est pleine de tristesse et de déceptions. En janvier 1864, sa fille Maggie meurt à Rome. Elle est enterrée dans la même tombe que son père. Elle apporte un soutien financier à son frère Willie, alcoolique, pendant un quart de siècle. Après la faillite de son frère Frank en 1868 et la mort de sa femme en 1870, elle prend à sa charge le fils de son frère, appelé Frank (comme son père), puis ses filles Margaret (« Madge ») et Janet (« Denny »).
En 1866, elle s'installe à Windsor pour se rapprocher de ses fils, pensionnaires au collège d'Eton. La demeure qu'elle vient y habiter restera la sienne jusqu'à la fin de sa vie.
En littérature, Margaret Oliphant, se distingue par ses prises de position, après Jane Austen, dans la défense du roman féminin. Elle note en 1882 que si la culture britannique célèbre les hommes pour être à l'origine du « flot de noble poésie au tournant du XVIIIe siècle et du XIXe siècle, [.…] elle néglige l'émergence soudaine, à la même époque, d'une forme purement féminine du génie littéraire » (negligent of the sudden development of purely feminine genius at the same great era). Le déroulement de sa vie constitue de fait une démonstration de la capacité des femmes face à la faiblesse des hommes. Devenue veuve, Margaret Oliphant parvient en effet à subvenir aux besoins, non seulement de ses trois enfants survivants, mais également à ceux de ses deux frères Frank et Willie, ainsi que de trois enfants de Frank.
Pendant plus de trente ans, elle mène une carrière littéraire diversifiée, avec un courage à peine entamé par une suite de difficultés des plus sérieuses. Les ambitions qu'elle nourrissait pour ses fils resteront insatisfaites. Son fils aîné Cyril Francis, meurt en 1890, laissant une Vie d'Alfred de Musset, incluse dans le livre Foreign Classics for English Readers (Classiques étranger à l'intention des lecteurs anglais) écrit par sa mère. Son dernier fils, Francis (« Cecco »), collabore avec elle à la rédaction d'un ouvrage intitulé Victorian Age of English Literature (L'Âge victorien de la littérature anglaise) et réussit l'examen qui lui permet d'exercer le travail qu'il aime au British Museum, mais Sir Andrew Clark, un médecin célèbre de son temps, disqualifie sa candidature,, et Cecco meurt en 1894. Avec la perte du dernier de ses enfants, Margaret Oliphant perd également ce qui lui restait d'intérêt pour la vie. Sa santé décline progressivement et elle meurt à Wimbledon, au début de l'été 1897, à l'âge de 69 ans.

## Œuvre parue en France
- Le Comte de Montalembert (Memoir of Count de Montalembert) ; Paris : Didier, 1875
- Rose de juin, Paris : Firmin-Didot, 1889
- La Ville enchantée ; Paris : É. Paul, 1911 Texte sur Gallica
- Le Monde égyptien ; Paris : Deux coqs d'or, 1989  (ISBN 2-7192-1460-4)
- L'Atlas du monde antique (The atlas of the Ancient world) ; Paris : France loisirs, 1993  (ISBN 2-7242-5738-3)
- La Porte ouverte (The Open Door) ; nouvelle parue dans le recueil Histoires de fantômes anglais d'Edmond Jaloux, Paris, Gallimard, 1936.
- La Fenêtre de la bibliothèque (The Library Window) ; nouvelle parue dans le mensuel Les Œuvres Libres no 128, Paris, Fayard, 1957[10], et dans Les Fantômes des Victoriennes, Jacques Finné éd., Paris, José Corti, 2000.

## Œuvre complète
Durant la longue lutte contre l'adversité qu'a été sa vie, Mrs Oliphant a été l'auteure de plus de 120 ouvrage distincts, parmi lesquels on compte des romans, des livres de voyage, d'histoire et de critique littéraire.

### Œuvres de fiction
Ces œuvres comprennent notamment des histoires de fantômes victoriennes, comme la nouvelle La Porte ouverte (The Open Door) de 1882. Dans ce genre de récit, de style déjà moderne, le protagoniste central est le fantôme lui-même. Ses apparitions ne surviennent pas dans des lieux mystérieux, mais dans les endroits les plus ordinaires de la vie quotidienne, sans sensation de peur et sans cris. Dans La Porte ouverte, l'histoire est racontée par la voix du spectre dont l'âme en peine n'est pas revenue pour venger des affronts, mais recherche au contraire l'aide des mortels pour être délivrée de la damnation éternelle. On retrouve certains de ces thèmes narratifs dans Le Fantôme de Canterville d'Oscar Wilde (1854-1900), un contemporain de Margaret Oliphant. Un autre exemple d'histoire remarquable écrite par cette auteure est La Fenêtre de la bibliothèque (The Library Window) de 1896.
Les principaux romans et nouvelles de Margaret Oliphant sont, par ordre chronologique de publication :
- Adam Graeme (1852)
- Magdalen Hepburn (1854)
- Lilliesleaf (1855)
- The Laird of Norlaw (1858)
- Une suite de nouvelles, publiées sous le titre collectif The Chronicles of Carlingford, parurent initialement dans le Blackwood's Magazine (1862-1865), et firent beaucoup pour établir la renommée de l'auteur. Parmi ces nouvelles figurent :
  - Salem Chapel (1863)
  - The Rector
  - Doctor's Family (1863)
  - The Perpetual Curate (1864)
  - Miss Marjoribanks (1866)
  - Phoebe Junior (1876)
- Madonna Mary (1867)
- Squire Arden (1871)
- The Secret Chamber (1876)
- He That Will Not When He May (1880)
- A Beleaguered City, being a Narrative of Certain Recent Events in the City of Semur, in the Department of the Haute Bourgogne (littéralement : Une ville assiégée : relation de faits récents survenus dans la ville de Semur, dans le département de Haute Bourgogne, 1880) Publié en français sous le titre La Ville Enchantée, Paris, Émile-Paul, éditeur, 1911. Traduction de Henri Bremond et introduction de Maurice Barrès. Réédité dans les collections Baskerville (ISBN 978-1-935558-91-0) et e-Baskerville (ISBN 979-10-91104-02-9).
- The Open Door (1882) Nouvelle publiée en français sous le titre La Porte ouverte dans le recueil d'anthologie Histoires de fantômes anglais d'Edmond Jaloux ; Paris, Gallimard, 1936 (BNF 33419959).
- A Little Pilgrim in the Unseen (1882)
- Hester (1883)
- Kirsteen (1890)
- The Marriage of Elinor (1892)
- The Library Window (1896) Publié en français sous le titre La Fenêtre de la bibliothèque, dans le mensuel littéraire Les Œuvres Libres, no 128 [354], janvier 1957, Paris, Fayard[10], et dans "Les Fantômes des Victoriennes", Jacques Finné éd., Paris, José Corti, 2000
- The Ways of Life (1897)

### Biographies, œuvres historiques et critiques
Ses biographies d'Edward Irving (1862) et de son cousin Laurence Oliphant (1892), ainsi que sa Vie de Sheridan dans la série English Men of Letters (1883), sont vivantes et attirent la sympathie.
Elle est aussi l'auteure d'une biographie du théologien écossais John Tulloch.
Ses œuvres historiques et critiques couvrent une gamme considérable de sujets parmi lesquels :
- Historical Sketches of the Reign of George II (1869)
- The Makers of Florence (1876)
- A Literary History of England from 1760 to 1825 (1882)
- The Makers of Venice (1887)
- Royal Edinburgh (1890)
- Jerusalem (1891)
- The Makers of Modern Rome (1895)

Peu avant de mourir, elle travaillait encore à des « Annales d'une maison d'édition » (Annals of a Publishing House) un recueil du développement et des succès de la société Blackwood, avec laquelle elle eut une longue et fructueuse collaboration.
Son Autobiography and Letters, qui dresse un tableau touchant de ses angoisses domestiques, parut en 1899. Ce livre n'a été que partiellement conçu à l'intention du grand public, car à l'origine Margaret Oliphant l'avait rédigé pour son fils qui mourut alors qu'elle n'en avait achevé que la moitié. Cette biographie s'arrête d'ailleurs d'un coup à la mort de son second fils.